# Pierre Lebeau
Pour les articles homonymes, voir Lebeau.
Pierre Lebeau est un acteur québécois, né le 22 juillet 1954 dans le quartier Saint-Michel à Montréal. Acteur polyvalent, il est également poète et metteur en scène.

## Biographie
Fils de Gérard Lebeau et de Thérèse Morin, Pierre Lebeau a découvert sa passion pour le théâtre dès l’enfance grâce à une représentation de La Roulotte, un théâtre ambulant dirigé par Paul Buissonneau. Sa carrière commence après des études à l’École nationale de théâtre du Canada (1971-1975), où il est remarqué par Jean-Louis Millette dès sa première audition,.
Au fil des ans, Pierre Lebeau s’impose comme l’un des comédiens les plus respectés au Québec. Il alterne entre rôles dramatiques au théâtre, personnages marquants au cinéma et participation à des séries télévisées populaires. Sa grande polyvalence lui permet d’aborder des œuvres classiques telles que Cyrano de Bergerac ou Othello, tout en excellant dans des rôles populaires comme Méo dans Les Boys,.
Lebeau a également exploré l’écriture humoristique dans les années 1980, notamment en collaborant au magazine Croc! et en participant à des émissions comme Samedi de rire et Les Lundis des Ha! Ha!.

## Filmographie

### Cinéma
- 1997 : Le Siège de l'âme : Thomas Watt
- 1997 : Les Boys : Roméo « Méo » Levasseur
- 1998 : La Déroute :
- 1998 : Les Boys 2 : Roméo « Méo » Levasseur
- 1999 : Quand je serai parti... vous vivrez encore
- 1999 : Matroni et moi : Matroni
- 2000 : Maelström : The Fish (voix)
- 2001 : Crème glacée, Chocolat et Autres Consolations : Théo
- 2001 : Les Boys 3 : Roméo « Méo » Levasseur
- 2002 : L'Odyssée d'Alice Tremblay : le roi
- 2002 : La Turbulence des fluides : Le pathologiste
- 2002 : Séraphin : Un homme et son péché : Séraphin Poudrier
- 2002 : Les Dangereux : Dirty Henri
- 2003 : Père et Fils : Jacques
- 2003 : Nez rouge : Léon
- 2004 : Dans l'œil du chat : Drolet
- 2004 : L'Incomparable Mademoiselle C. : Maurice Moron
- 2004 : Nouvelle-France : Joseph Carignan
- 2005 : Les Boys 4 : Roméo « Méo » Levasseur
- 2006 : La Rage de l'ange :
- 2006 : Bon Cop, Bad Cop : Capitaine Roger LeBoeuf
- 2007 : Nos voisins Dhantsu : le narrateur
- 2008 : Truffe : M. Tremblay
- 2009 : Kanah D'Ha : Séraphin indien
- 2009 : Un cargo pour l'Afrique : Norbert
- 2010 : La Cité de Kim Nguyen : Dr Greg
- 2013 : Il était une fois les Boys : Jimmy
- 2015 : Enragés d'Éric Hannezo : le pompiste
- 2016 : Montréal la blanche : Père Noël
- 2017 : Hochelaga, terre des âmes : Commentateur sportif

### Télévision
- 1995 : Les Grands Procès : Coroner Migneault
- 1996 : Urgence :
- 1997 : Le Volcan tranquille : Bull Pinsonnault
- 1997 : Ces enfants d'ailleurs :
- 1998 : Réseaux : Dominic Pazelli
- 2000 : Un gars, une fille : Papa
- 2000-2004 : Fortier : Jean-Marie Dufour
- 2000-2002 : Tag : Piperni
- 2003 : L'Odyssée : Poseidon (voix)
- 2006 : L'Homme qui attendait : le narrateur
- 2007-2012 : Les Boys : Roméo « Méo » Levasseur
- 2012 : Belle-Baie : Alcide Pinet
- 2019-2021 : Léo (saisons 2 et 3) : Mononcle Reynald
- 2021 : Chaos : Sergent-Detective Bisson

## Théâtre
- 1991 : Les Ubs : Père Ubu
- 1994 : Woyzeck : Woyzeck
- 1997 : Cyrano de Bergerac : Cyrano
- 1997 : Sexe, drogues, rock & roll : Multiples
- 1995-1998 : Maîtres anciens : Atzbacher
- 1995-1998 : Matroni et moi : Matroni
- 1998 : Les Oranges sont vertes : Yvirnig
- 2002 : Quelqu’un va venir : Lui
- 2002 : Un tramway nommé Désir : Mitch
- 2000-2003 : L’Odyssée / Laërte
- 2001-2003 : Novecento : Le narrateur
- 2004 : Le Procès : L’inspecteur, l’avocat Huld
- 2006 : La Fin de Casanova : Casanova
- 2007 : Othello : Iago
- 2009 : Clash! : Christian Allard
- 2010 : Paradis perdu : Le poète
- 2016 : En attendant Godot : Pozzo
- 2017-2018 : Camillien Houde : Camillien Houde
- 2018 : Quills : Dr.Royer-Collard, Bouvier
- 2019 : Chansons pour filles et garcons perdus : Multiples
- 2019 : Knock : Docteur Parpalaid
- 2018-2022 : Neuf : Pierre

## Distinctions

### Récompenses
Prix Gémeaux
- 2001 : Meilleure interprétation, rôle de soutien masculin / Dramatique Fortier[3]

Grand Prix des Amériques
- 2009 : Pour sa contribution exceptionnelle à l'art cinématographique[3],[4]

Prix MétroStar
- 2004 : Rôle masculin, télésérie québécoise Fortier[3]

#### Prix Jutra
- 2003 : Meilleur acteur pour son rôle dans Séraphin : Un homme et son péché

### Nominations

#### Prix Gémeaux
- 2000 : Meilleure interprétation masculine dans un rôle de soutien : série ou émission dramatique pour Fortier
- 2023 : Meilleur rôle de soutien masculin: comédie ou comédie dramatique Léo[3]

#### Prix Jutra
- 2000 : Meilleur acteur pour son rôle dans Matroni et moi.
- 2002 : Meilleur acteur de soutien pour son rôle dans Les Boys 3
- 2007 : Meilleur acteur de soutien dans Bon Cop, Bad Cop[4]